# 荒野の蒸気娘
『荒野の蒸気娘』（こうやのじょうきむすめ）はあさりよしとおによる日本の漫画作品。『コミックガム』（ワニブックス）連載で、単行本は全4巻。2013年に新装版が上下巻で刊行。
タイトルや蒸気ロボという設定の一部にはフランク・リード・Jrの小説『荒野の蒸気男』へのオマージュが込められている。

## 概要
石油が枯渇した未来で、姉妹ロボットの「アン」と「アリス」、そして「彼女ら」に旅の用心棒としてを雇われながらも姉妹を利用して金を儲けようとたくらむ男のジョーが西へ向かって旅する物語。
姉妹は金属的で無骨な外観をしており、特に妹のアリスは巨大で二本足に2本の腕を持つが人間型ですらない。しかし「設定」として可憐な少女の姿を持っている。アンは自分をロボットと認識して一般常識も備えているが、アリスは自分は悪い魔法使いに今の姿にされただけで、設定としてある写真が本当の姿だと信じて疑わない。そのためアリスは少女のような仕草をするが、周りからは巨大な機械が不気味な行動をとっているようにしか見えない。その認識と現実のギャップをおもしろおかしく描いた「要脳内補完コミック」である。

## あらすじ
化石燃料がほぼ枯渇した未来、石油由来の製品は貴重品となり社会は大幅に後退、世界有数の大国であった合衆国でさえも政府機能はほとんど停止しており、人々は小さな街や村に分断され生活していた。
そんな世界で元軍属の男、ジョーは雇い主が備蓄していたガソリンをせっせと盗み出しては街の外に隠していたものの、人間代のヒューマノイドと連れだった通りすがりの巨大なロボットにそのガソリンを勝手に飲まれてしまう。曰く姉妹だという二台のロボットは父の遺言に従い西に向かって旅に出たのだという。
呆れ返るジョーだったが、街に戻ったところをガソリンを盗み出していた上に雇い主の妻を寝取ったことが露見して怒りを買い、危うくリンチされ殺されそうになったところをこの姉妹を自称するロボットに助け出され、彼女らの用心棒として共に旅をすることになる。
道すがら姉のアンは頭脳試作体としてロボットだという自覚を持つものの、妹のアリスのほうは自分は悪い魔法使いに巨大ロボットに姿を変えられてしまったのだと信じ込んでいることを知ることになるが、少女の心を持つ巨大ロボットは見た目からかけ離れて繊細なため度々ジョーを悩ませる。
そんな中でジョーに政府のエージェントが接触、実は彼女たちが金蔓になると知ったジョーは姉妹への態度を変えるも、アンのほうはジョーの態度の変化を訝しむ。しかしアリスはジョーを「やさしいおにいちゃん」と信じていて、アリスの期待を裏切れないアンもなし崩しにジョーの同行を許す。
道中、アリスに内蔵された蒸気機関を使って路銀を稼いだり姉妹機ゼルダに絡まれたりしながら旅を続け、次第にアリスやアンに隠された秘密に近づく一行。
その秘密の入手のために手を伸ばす現政府、そして彼女たちを開発するも現政府によって壊滅させられた新政府の仕掛けた罠に一行は巻き込まれていく。

## 登場人物
アリス
姉妹ロボットの妹。設定上は金色のロングヘアーにリボンをつけた可憐な容姿をしている。しかし実際の姿は樽型の胴体に蒸気機関を搭載した巨大なロボット。二足歩行であるが人型とも少し違い、巨大な胴体に短く太い足、地面まで届く長い腕を持っている。顔に至っては、半球型の頭に半球型の目、鼻は無く胴体との継ぎ目が大きく開く口となっており、ある巨大ロボットそっくり。しかし悪い魔法使いにロボットの姿に変えられた信じており、性格も少女的で世間知らずで、外見の巨体に似合わず荒っぽいこと全般が苦手である。ジョーを「おにいちゃん」と呼び慕っている。動力機関を設計した技術者を「お父さま」と呼んでいたが、彼が亡くなって後に彼の遺言に従って、姉と共に西を目指す旅に出た。最終話の戦闘でボディが大破してしまうが、アン、ゼルダと合体した寄せ集めのボディで旅を続ける。
アビゲイル
アリスに隠された狂暴な第二人格。アリスとアンにいつも通りでは切りぬけられない様な危機が迫った時に現出する。基本的に「敵対者はその理由の如何によらず徹底的に壊滅させる」という性格だが、設定上では黒髪ロングヘアーに黒いリボンの「女の子キャラ」をもっている。なお意識は常にあり、彼女が目覚めたときに意識を失うアンやアリスに替わって活動するときは、アリスの顔の裏側にある猫耳部分がそのまま回転して「鬼のマスク」となる。本体はアリスの中に仕込まれた小型新型動力炉“次なる太陽”の内部にあり、最終話で組織の空母もろともに消滅した。
アン
姉妹ロボットの姉。設定上は赤毛をショートカットにしているボーイッシュで落ち着いた少女。現実世界では等身大の外部動力式人型ロボットで、ヘルメットをかぶったような頭をしており、顔は目以外はない。アリスとアンビリカルケーブルで常に繋がれており、それを通してアリスから蒸気圧と見られるエネルギーが供給されている。頭脳部の試作として先行して作られたので、妹とは違い自分をロボットとして認識しており、一般常識も備えている。ジョーに対しては、その素性や目的を疑うなど、あまりいい感情を持っていないが、一応目の届く範囲では妹の手前、信用するそぶりをしている。最終話で頭部を吹き飛ばされるが、アリスのボディの一部として生き延びる。
ジョー
アンとアリスに同行する青年。雇われ先のガソリンを盗み出し、売って儲けようとしたが失敗、捕らえられリンチで殺されそうな目にあって町から逃げることとなった。当初はついてくるアリスを疫病神扱いして逃げようとしていたが、彼女が金になるとわかり態度を変える。しかし基本的に善良な人格を持つ「彼女ら」を裏切ることには少なからず良心の呵責を感じており、またアリスに内蔵されているらしい秘密を政府や一部権力者が独占することに疑問を抱いている。棒術の心得があり軍の掃討部隊に所属していたらしいが詳細は不明。
ゼルダ
アリスを狙う組織がアリス捕獲のために建造したらしい姉妹機。設定上はカチューシャをつけた黒髪オールバック・ストレートヘアのきつそうな少女。現実には黒い巨体の鋭角な顔をしたロボットで、腕には格闘用の装備を持つ戦闘マシン。呪いによって姿を変えられたと思い込まされており、呪いを解くためにはアリスの心臓が必要だと言われ、執拗に一行を付け狙う。ただし人格モデルはアリスやアンの延長にあり、貧しい兄弟には悪態をつきながらも同情心を起こすなど、根は善良な性分である。アンやアリスに比べて意識操作が簡単に出来てしまい、腕部のパーツを交換することにより、自律思考を奪われることがあった。最終話でボディを失い、アン同様頭部を残して、アリスのボディの一部として生き残る。
ロボット技術者（名前不明）
腕は優秀だが何処か「逝っちゃった」目付きをしているロボット技術者。アリスやゼルダに対してフェティッシュな反応を示し、整備や修理の際に彼女らを恥ずかしがらせている。いわく「美の礼賛者」とのことで、旅を続けるアリスを追っかけて家を捨て旅に出てしまい、行く先々でアリスやゼルダに付きまとっている。最終話でも一緒に旅を続けている様子である。
黒眼鏡の男（名前不明）
童顔小身で初期の頃からジョーとアリス達の買収交渉にあたっていたエージェント。物語終盤で組織内の大リストラ（クーデター）で頭角を現すようになり司令の肩書でジョーと戦う。ジョーの過去について心当たりがあるらしいが、戦闘に敗れて死亡する。
アリス達の母親（名前不明）
アリス達姉妹の元設計主任。先生、博士と呼ばれる場面もある中年の女科学者。現政府に対抗する新政府の依頼でアリス達と小型新型動力炉“次なる太陽”を開発したが、新政府の中枢を壊滅させられてしまったため、現政府に機密を渡さないようにアリス達の破棄を目論んでいた。アリス達の開発が元で多くの人間が犠牲になったせいで、アリス達に複雑な感情を抱いていた。

## 単行本
- あさりよしとお 『荒野の蒸気娘』 ワニブックス〈ガムコミックス〉、全4巻
  1. ISBN 4-8470-3537-2 （2006年2月10日発売）
  2. ISBN 4-8470-3584-4 （2006年12月10日発売）
  3. ISBN 978-4-8470-3604-0 （2007年8月10日発売）
  4. ISBN 978-4-8470-3635-4 （2008年6月10日発売）
- あさりよしとお 『荒野の蒸気娘 【新装版】』 ワニブックス〈ガムコミックスプラス〉、上下巻
  1. ISBN 978-4-8470-3857-0 （2013年3月9日発売）
  2. ISBN 978-4-8470-3858-7 （2013年3月9日発売）